# Platyarthrus dobrogicus
Platyarthrus dobrogicus is een pissebed uit de familie Platyarthridae. De wetenschappelijke naam van de soort is voor het eerst geldig gepubliceerd in 1951 door Radu.